# Salah Baouendi
Mohammed Salah Baouendi (arabisch محمد صالح باوندي, DMG Muḥammad Ṣāliḥ Bāwandī; * 12. Oktober 1937 in Tunis; † 24. Dezember 2011 in La Jolla, Kalifornien) war ein tunesisch-US-amerikanischer Mathematiker, der sich mit Analysis beschäftigte.

## Leben
Baouendi besuchte die höhere Schule und studierte in Frankreich, wo er 1961 an der Sorbonne seinen Mathematikabschluss machte und 1967 bei Bernard Malgrange an der Universität Paris-Süd in Orsay promovierte (Sur une Classe d'Opérateurs Elliptiques Dégénérés). Danach war er Professor an den Universitäten von Nizza, Tunis und in Paris, bevor er in die USA ging. 1972 wurde er Professor an der Purdue University, wo er auch zeitweise Leiter der mathematischen Fakultät war. Ab 1988 war er Professor an der University of California, San Diego (UCSD). Er war auch Gastprofessor an der University of Chicago und der Rutgers University. Er befasste sich insbesondere mit komplexer Analysis und partiellen Differentialgleichungen.
Er war in zweiter Ehe mit der Mathematikerin Linda Rothschild verheiratet, mit der er auch zusammenarbeitete. 2003 erhielten beide den Stefan Bergman Preis insbesondere für ihre Arbeiten über CR-Mannigfaltigkeiten (Cauchy-Riemann-Mannigfaltigkeiten), zu denen reelle Untermannigfaltigkeiten komplexer Mannigfaltigkeiten gehören bzw. Mannigfaltigkeiten mit ähnlicher (von der komplexen Mannigfaltigkeit geerbten) Struktur.
1969 erhielt er den Prix d’Aumale der Académie des sciences. 1974 war er Invited Speaker auf dem Internationalen Mathematikerkongress in Vancouver (On a class of Fuchsian types partial differential operators). Er war Mitglied der American Academy of Arts and Sciences.
Er war im Rat (Board of Trustees) der American Mathematical Society, war viele Jahre US-Vertreter in der International Mathematical Union und Vorstand des US National Committee for Mathematics. Er war Gründer und Mitherausgeber der Zeitschriften Communications in Partial Differential Equations und Mathematical Research Letters.
Aus erster Ehe hatte er einen Sohn, Moungi Bawendi, und eine Tochter.

## Schriften
- mit Peter Ebenfelt, Linda Rothschild Real submanifolds in complex space and their mappings, Princeton University Press 1999